# 感染呪術
感染呪術 （かんせんじゅじゅつ、英: contagious magic）とは、文化人類学者のジェームズ・フレイザーが定義した、人類学における呪術の性質を表す言葉である。感染魔術とも。
ジェームス・フレイザーは初期魔術の典型である「共感呪術」の一種として、一度接触したものあるいは一つのものであったもの同士は、遠隔地においても相互に作用するという「接触の法則」を提唱している。感染呪術ではその法則に基づき、ある個人に対してその着衣や、爪、髪の毛、歯などを呪術に用いることで、その元の持ち主に影響を与えられるか、影響を受けることができると考えられている。
ジェームス・フレイザーは類似するものは影響を与えあうとする類感呪術（例えば、人に対し、人形等を使用して呪術をかける）とともに、感染呪術を人類初期の呪術としており、それらの「共感性」を原理とする呪術をまとめて「共感呪術」と提唱している。

## 感染呪術の例
ジェームス・フレイザーは金枝篇において、殺した相手の頭皮を被ることでその力を手に入れたとする北米先住民のミナターレ族の例を紹介している。
日本における例としては体の弱い子の病を払うため、健康な近隣の子供たちにあやかり、その不要となった衣服の切れ端をもらって継ぎ接ぎした服を着せる習慣がこの例とされている。
またホメオパシーは現代における感染呪術の一例ととらえる考え方もあり、その科学的根拠に対して批判される一因になっている。